# Gareth Bale
Gareth Frank Bale, MBE (* 16. Juli 1989 in Cardiff) ist ein ehemaliger walisischer Fußballspieler.
Bale begann seine professionelle Karriere beim FC Southampton als linker Verteidiger und wurde dort als Freistoßspezialist bekannt. 2007 verpflichtete ihn Tottenham Hotspur; dort spielte er vermehrt einen offensiveren Part. In der Saison 2009/10 war Bale einer der wichtigsten Spieler der Mannschaft, während der Champions-League-Saison wurde er international bekannt. 2011 und 2013 wurde er mit dem PFA Players’ Player of the Year ausgezeichnet, außerdem war er in diesen Jahren jeweils Teil des UEFA Team of the Year.
Bale erhielt in Großbritannien viel Lob von Kollegen und Trainern, die ihm herausragende Eigenschaften wie Schnelligkeit, als Flankengeber sowie einen starken linken Fuß und starke Physis attestierten.
Im September 2013 wechselte Bale zu Real Madrid. Nach Angaben dessen Präsidenten, Florentino Pérez, habe er 91 Millionen Euro gekostet und nicht, wie von Medien teilweise berichtet, 100 Millionen Euro. Jedoch legt ein veröffentlichtes Dokument von Football Leaks nahe, dass die Ablöse doch bei etwas über 100 Millionen Euro lag. Mit Real gewann er drei Mal die Primera División und fünf Mal die Champions League. Ab Sommer 2022 ließ er bis zum Jahresende seine Karriere beim Los Angeles FC ausklingen, mit dem er Meister der Major League Soccer wurde.
Bale war von 2006 bis zu seinem Karriereende in der walisischen Nationalmannschaft aktiv. Er ist mit 111 Einsätzen ihr Rekordspieler und mit 41 Toren ihr Rekordtorschütze. Er nahm an einer Weltmeisterschaft (2022) und zwei Europameisterschaften (2016, 2021) teil.

## Privatleben
Gareth Bale wurde 1989 in Cardiff geboren, der Hauptstadt und größten Stadt von Wales. Er besuchte die Eglwys Newydd Primary School in Whitchurch im Norden Cardiffs. Dort erweckte er im Alter von neun Jahren erstmals das Interesse des FC Southampton, als er mit seinem ersten Verein, dem Cardiff Civil Service Football Club, in einem Sechs-gegen-sechs-Turnier spielte.
Bale besuchte die Whitchurch High School in Cardiff, auf die auch andere prominente Sportler wie Sam Warburton und Geraint Thomas gingen. Er war begeisterter Sportler, spielte Fußball, Rugby und Hockey und zeichnete sich auch in der Leichtathletik aus. Wegen seiner fußballerischen Überlegenheit gegenüber seinen Mitschülern wurden ihm spezielle Regeln auferlegt. So durfte er zum Beispiel nicht mit dem linken Fuß schießen und den Ball nur begrenzt oft berühren. Während seiner Zeit in Whitchurch trainierte er in der Southamptons Satellite Academy in Bath, obwohl es auf Grund seiner Größe vorerst Zweifel gab, ob ihm der FC Southampton überhaupt ein Stipendium geben würde. Schon mit 16 half er der U-18-Mannschaft seiner Schule, den Cardiff & Vale Senior Cup zu gewinnen. Er verließ die Schule im Sommer 2005 und wurde von der Sportabteilung mit einem Preis für seine sportlichen Leistungen ausgezeichnet.
Bale lebt mit seiner Jugendliebe Emma Rhys-Jones zusammen und hat mit ihr zwei Töchter und zwei Söhne. Im Juli 2018 sagte das Paar seine für den Sommer geplante Eheschließung ab, aus Angst vor Anschlägen durch eine Drogenbande. Der künftige Schwiegervater von Bale war wegen Anlagebetrugs mehrere Jahre in den USA inhaftiert und erst kurz zuvor aus dem Gefängnis entlassen worden. Nachdem 2016 ein Brandanschlag auf das Haus einer Tante von Emma Rhys-Jones in Wales verübt worden war, wurde die Familie im Jahr darauf verdächtigt, einer Drogenbande 750.000 Pfund, Uhren und Kokain gestohlen zu haben. Ein Teil des Geldes wurde später beim Onkel von Emma Rhys-Jones gefunden, der jedoch im Mai 2018 freigesprochen wurde. Die Hochzeit wurde 2019 auf der balearischen Privatinsel Tagomago nachgeholt.
Bale ist begeisterter Golfspieler und nahm im Februar 2023 als Amateur am Pebble Beach Pro-Am-Golfturnier teil.

## Vereine

### FC Southampton
Bale debütierte am 17. April 2006 für den FC Southampton in der Football League Championship, als er über die vollen 90 Minuten auf dem Feld stand – als bislang jüngster Spieler der Vereinsgeschichte. Vier Monate später, am 6. August, erzielte er per Freistoß seinen ersten Treffer für Southampton. Nach starken Auftritten in der Mannschaft wurde er im März 2007 zum Football League Young Player of the Year gewählt. Seine Leistungen weckten das Interesse verschiedener großer Vereine.

### Tottenham Hotspur

#### Startschwierigkeiten und Durchbruch (2007–2010)

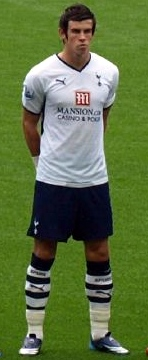
Bale vor einem Spiel gegen den FC Chelsea

Am 25. Mai 2007 unterschrieb Bale einen Vierjahresvertrag bei Tottenham Hotspur, die für ihn rund 14 Millionen Euro an Ablöse nach Southampton überwiesen.
Bale debütierte am 12. Juli 2007 im Freundschaftsspiel gegen St Patrick’s Athletic für die Spurs. Sein erstes Pflichtspiel für seinen neuen Klub bestritt er am 26. August in der Premier League gegen Manchester United. Bereits in seiner zweiten Partie für die Spurs erzielte er beim 3:3 gegen den FC Fulham am 1. September 2007 sein erstes Tor. Kurz darauf konnte Bale im Derby gegen den FC Arsenal per direktem Freistoß treffen.
Am 2. Dezember 2007 erlitt Bale im Spiel gegen Birmingham City nach einem Foul von Fabrice Muamba einen Bänderriss im Knöchel, der ihn für den Rest der Saison außer Gefecht setzte. Zwar erholte er sich schneller als erwartet und war schon im Februar genesen, man schonte ihn jedoch bis zum Ende der Spielzeit. Im August 2008 unterzeichnete Bale einen neuen Vierjahresvertrag bei Tottenham. Er bekam die Rückennummer 3, die bisher Lee Young-pyo getragen hatte. Allerdings verlor er nach einigen sehr dürftigen Leistungen seinen Stammplatz an Benoît Assou-Ekotto, der diesen auch bis zum Saisonende behielt.
Im Juni 2009 unterzog sich Bale einer Knieoperation, nach der er für mehr als zwei Monate ausfiel. Er verpasste die Saisonvorbereitung und die ersten Wochen der Saison 2009/10. Am 26. September gab er sein Comeback, als er bei Tottenhams 5:0-Kantersieg gegen den FC Burnley in der 85. Minute eingewechselt wurde. Dies war Bales erste Beteiligung an einem Premier-League-Sieg, nachdem er zuvor einen Rekord von 24 sieglosen Liga-Spielen mit den Spurs aufgestellt hatte. Jedoch verbrachte er, wie schon eine Saison zuvor, viel Zeit auf der Bank, da Konkurrent Assou-Ekotto in guter Form war. Als dieser sich verletzte, gab Trainer Harry Redknapp Bale eine Chance, die er beim 4:0-Sieg im FA Cup gegen Peterborough United eindrucksvoll zu nutzen wusste.
Im Anschluss konnte Bale seine gute Form halten und wurde in der sechsten Runde des FA Cups beim 3:1 gegen Fulham zum Spieler der Runde gewählt. Im April 2010 erzielte er binnen vier Tagen sowohl das Siegtor im North London Derby gegen den FC Arsenal als auch das gegen den Tabellenführer und späteren Meister FC Chelsea. So wurde er zum Fußballer des Monats April gewählt und unterschrieb am 7. Mai 2010 einen neuen Vier-Jahres-Vertrag an der White Hart Lane, nachdem der Verein sich erstmals für die UEFA Champions League qualifizieren konnte.

#### Aufstieg zum Topspieler (2010–2012)
Am 21. August 2010 traf Bale beim 2:1-Sieg bei Stoke City doppelt. Dabei gelang ihm mit einem kopfhohen Volleyschuss in die rechte obere Torecke das spätere Tor des Monats August. Am 25. August legte Bale beim 4:0 im Rückspiel der Champions-League-Qualifikation gegen die Young Boys Bern alle vier Treffer auf und trug so dazu bei, dass die Spurs sich nach einem 2:3 im Hinspiel doch noch für die Endrunde der Königsklasse qualifizierten. Zwar kehrte Benoît Assou-Ekotto von seiner Verletzung zurück, doch Bale rückte auf die Position im linken Mittelfeld vor, sodass beide gemeinsam in der Startelf Platz fanden. Am 29. September 2010 erzielte Bale im Gruppenspiel gegen Twente Enschede seinen ersten Champions-League-Treffer. Anschließend wurde er von der FAW zum Welsh Player of the Year gewählt.
Am 20. Oktober 2010 erzielte Bale im Champions-League-Spiel gegen Inter Mailand im San Siro in der zweiten Halbzeit einen lupenreinen Hattrick, Tottenham verlor das Spiel jedoch mit 3:4. Im Rückspiel an der White Hart Lane am 2. November wurde Bale zum Man of the Match gekürt. In dieser Partie gelangen ihm viele gefährliche Einzelaktionen und Flankenläufe und er bereitete die Tore von Peter Crouch und Roman Pawljutschenko vor.

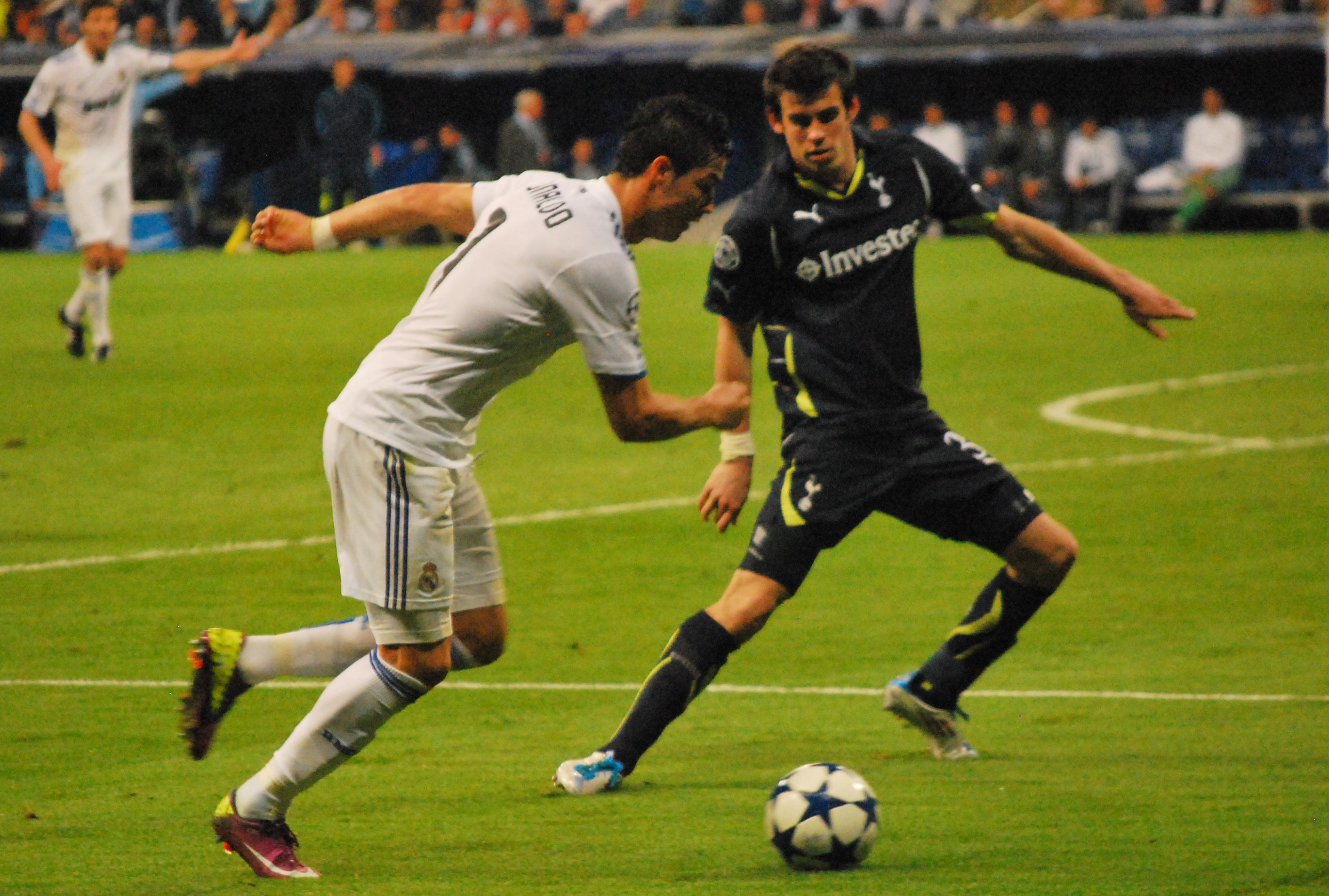
Bale (rechts) im Duell mit Real Madrids Cristiano Ronaldo in der UEFA Champions League

Zwar erreichte Tottenham das Viertelfinale der Champions League, wo man gegen Real Madrid ausschied, in der Liga reichte es jedoch nur zu Platz fünf, sodass die erneute Teilnahme an der Königsklasse verwehrt blieb. Am 4. November 2010 erklärte Bale, dass er trotz des Interesses anderer Vereine für den Rest seines noch bis 2014 geltenden Vertrages bei Tottenham bleiben wolle. Am 19. März 2011 verlängerte er seinen Kontrakt bis 2015. Am 17. April 2011 wurde Bale von seinen Kollegen zum PFA Player of the Year gewählt.
In der Spielzeit 2011/12 begeisterten Bale und die Mannschaft von Harry Redknapp Experten und Fans gleichermaßen. Bale erzielte zehn Tore, darunter drei Doppelpacks. Am Ende der Saison wurde jedoch erneut der Einzug in die Champions League verpasst, da der FC Chelsea als Champions-League-Sieger die viertplatzierte und eigentlich qualifizierte Mannschaft von Tottenham noch verdrängte. Bale wurde 2011 ins UEFA Team of the Year gewählt und im Januar 2012 zum zweiten Mal in seiner Karriere als Fußballer des Monats ausgezeichnet.
Am 27. Juni 2012 unterzeichnete Bale einen neuen Vierjahresvertrag und verpflichtete sich bis 2016. Zur Saison 2012/13 wurde Bales Rückennummer von 3 auf 11 geändert, da er kein Linksverteidiger war und den Verein deshalb um eine seiner Position angemessene Nummer gebeten hatte.
Am 29. September markierte Bale das 2:0 im Spiel gegen Manchester United und verhalf Tottenham so zu einem 3:2-Sieg, dem ersten der Spurs im Old Trafford seit 1989. Am Boxing Day 2012 erzielte er seinen ersten Premier-League-Hattrick beim 4:0-Sieg gegen Aston Villa.
In der Rückrunde agierte Bale zentraler, sodass seine Torgefahr stärker zur Geltung kam. So erzielte er zwischen dem 24. und dem 38. Spieltag der Saison 2012/13 in 14 Spielen zwölf Tore. Zudem entschied er am 14. Februar 2013 in der zweiten Runde der UEFA Europa League das Spiel gegen Olympique Lyon mit zwei direkten Freistößen. In der 90. Minute des letzten Spiels der Saison erzielte Bale mit einem präzisen Schuss aus 25 Metern das 1:0 gegen den AFC Sunderland und schraubte das Punktekonto seines Vereins auf 72 Punkte hoch – ein neuer Rekord in der Premier-League-Geschichte des Klubs aus dem Norden Londons. Da jedoch der FC Arsenal zeitgleich mit 1:0 gegen Newcastle United gewann, reichte der Sieg nicht und man verpasste erneut die Teilnahme an der Champions League.
Bale wurde für seine Leistungen zum Fußballer des Monats Februar 2013 gewählt und seine Treffer gegen Norwich und West Ham wurden als die Tore des Monats Januar und Februar ausgezeichnet. Zudem wurde er in der Jungprofi-Wahl und zum zweiten Mal in der Spieler-Wahl zum Fußballer des Jahres in England gewählt. Eine Woche später wurde er auch von der FWA (Football Writers Association) als Spieler des Jahres ausgezeichnet. Bislang hatte mit Cristiano Ronaldo im Jahr 2007 nur ein weiterer Spieler alle drei Titel in einem Jahr gewonnen. Zudem wurde er bei der Wahl zu Europas Fußballer des Jahres auf den achten Platz gewählt. Gareth Bale erzielte in der Saison 2012/13 wettbewerbsübergreifend 31 Tore und gab 17 Vorlagen.

### Real Madrid

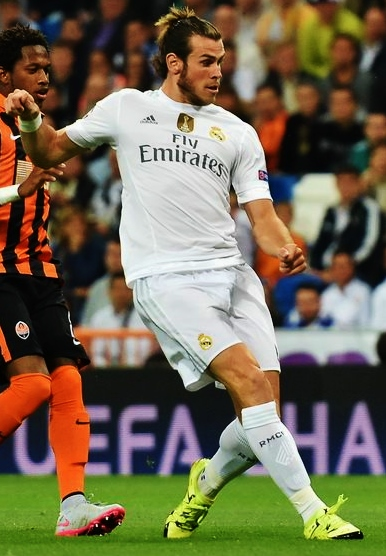
Gareth Bale im Trikot von Real Madrid (2015)

Am 1. September 2013 wechselte Bale zum spanischen Rekordmeister Real Madrid. Er unterschrieb einen Sechsjahresvertrag bis zum 30. Juni 2019. Die Ablösesumme ist dabei bis heute umstritten. Anfangs wurde Medienberichten zufolge auf bis zu 100 Millionen Euro geschätzt, was ihn zum bis dahin teuersten Transfer der Fußballgeschichte gemacht hätte. Aus dem Vertrag zwischen Real Madrid und Tottenham Hotspur soll jedoch die offizielle Ablösesumme in Höhe von 78.171.930 Pfund hervorgehen, wie die Zeitung Marca berichtete. Das entspräche etwa 92 Mio. Euro, womit er damals nur der zweitteuerste Transfer der Geschichte, hinter Cristiano Ronaldo, wäre. Verwirrungen darüber entstanden jedoch aus den Zahlungsmodalitäten. Beide Vereine einigten sich auf eine Ratenzahlung. So stieg die Gesamtsumme mit Zinsen auf knapp 100 Mio. Euro, was die Ablösesumme jedoch nicht berührte. Veröffentlichungen durch Football Leaks legen jedoch nahe, dass Bale doch teurer als Ronaldo war, nämlich genau 100.759.418 €.
Die erste Hälfte seiner Debütsaison 2013/14 war geprägt von Verletzungen: Bale verpasste fünf der ersten 16 Pflichtspiele und wurde bei sechs weiteren ein- oder ausgewechselt. Bei seinem Ligadebüt am 4. Spieltag gegen den FC Villarreal schoss er ein Tor. Am 15. Spieltag erzielte er im Rahmen eines 4:0-Sieges gegen Real Valladolid seinen ersten Hattrick. Mit seinen Sturmpartnern Karim Benzema und Cristiano Ronaldo bildete er in der Folge eine torgefährliche, von den Medien BBC getaufte Angriffsreihe. Im Endspiel der Copa del Rey 2013/14 schoss Bale gegen den Erzrivalen FC Barcelona in der 85. Minute nach einem Alleingang das 2:1-Siegtor und feierte damit seinen ersten Titelgewinn im Dress der Königlichen. In der Champions League traf Bale in zwölf Einsätzen sechsmal und trug mit seinem Tor zur 2:1-Führung in der Verlängerung des Endspiels gegen Atlético Madrid erneut entscheidend zum Titelgewinn seiner Mannschaft bei. Insgesamt brachte es der Waliser in jener Saison auf 44 Pflichtspiele und 22 Tore.
In der Saison 2014/15 bestritt Bale weitere 48 Pflichtspiele und erzielte 17 Tore. Obgleich die wichtigsten Titel verpasst wurden, verhalf er Real Madrid mit einer Torvorlage zum Gewinn des UEFA Super Cups und mit einem Finaltor zum Sieg bei der FIFA-Klub-Weltmeisterschaft. In der Saison 2015/16 schoss er im Rahmen eines 10:2-Sieges gegen Rayo Vallecano erstmals in seiner Karriere vier Tore in einem Spiel. Am 20. März 2016 erzielte er sein 43. Tor in der Primera División und löste Gary Lineker als torgefährlichsten Briten der Ligageschichte ab. Verschiedene Verletzungen führten dazu, dass er in jener Saison nur 31 Pflichtspiele bestreiten konnte. Mit 19 Toren wies er dennoch eine hohe Trefferquote auf. Im Finale der Champions League traf Bale mit seinem Klub erneut auf den Stadtrivalen Atlético. Er stand dabei in der Startelf und war einer der erfolgreichen Schützen im siegreichen Elfmeterschießen, woraufhin er zum zweiten Mal den Henkelpott gewann.
Am 30. Oktober 2016 verlängerte Bale seinen Vertrag vorzeitig bis Juni 2022. Am 22. November 2016 zog er sich eine Sprunggelenksverletzung zu und fiel vier Monate aus. Infolgedessen bestritt er mit 27 Pflichtspielen noch weniger als im Vorjahr und erzielte nur neun Tore. Ungeachtet dessen gewann er mit Real Madrid in der Saison 2016/17 erstmals die spanische Meisterschaft. Darüber hinaus zog der Verein erneut ins Finale der Champions League ein, das in Bales Heimatstadt Cardiff ausgetragen wurde. Er wurde rechtzeitig für das Spiel fit und kam in der 77. Minute als Einwechselspieler zum Einsatz. Durch einen 4:1-Finalsieg gelang Real Madrid als erstem Klub der Champions-League-Ära die Titelverteidigung.

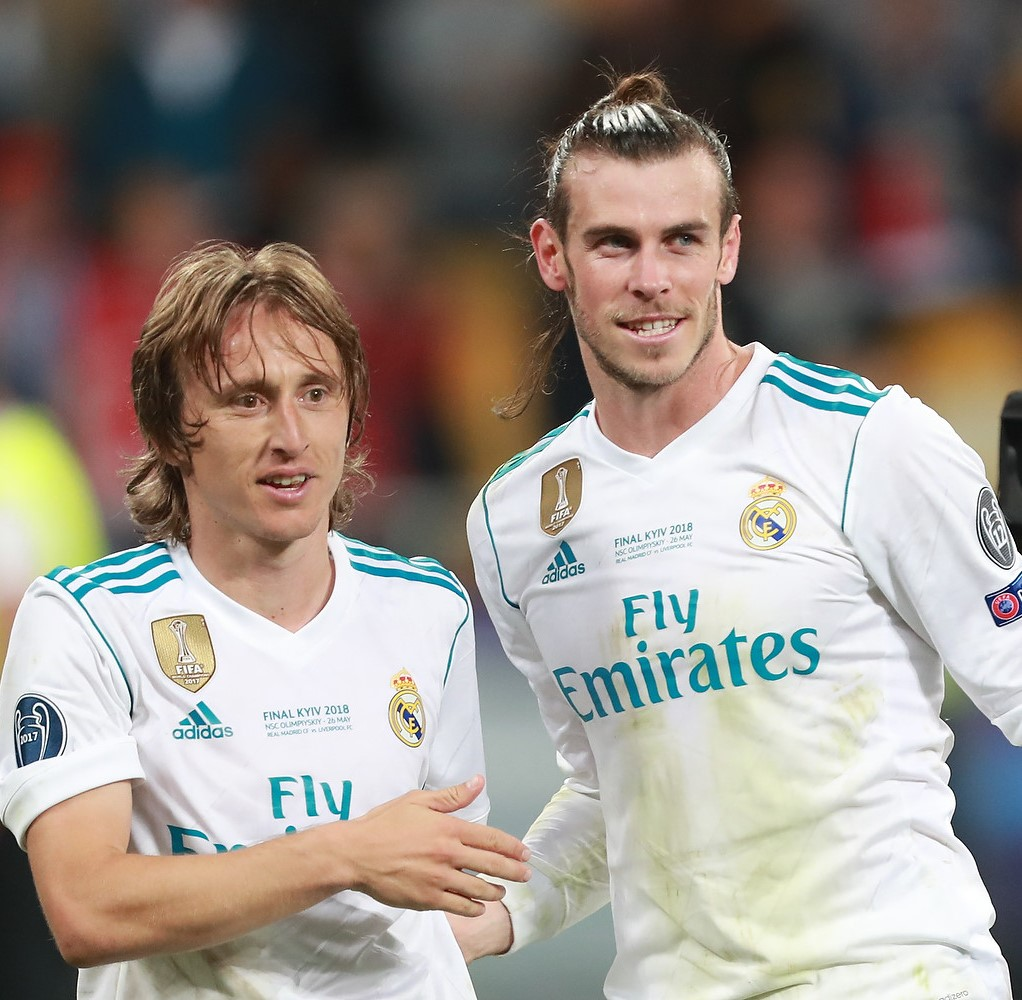
Bale neben Luka Modrić nach dem gewonnenen Champions-League-Finale 2018. Gemeinsam gewannen sie fünfmal die Königsklasse.

Zu Beginn der Saison 2017/18 gewann Bale mit Madrid zum dritten Mal den UEFA Super Cup und erstmals die Supercopa de España. Im Dezember folgte der dritte Klub-WM-Titel. Obwohl er seine Einsatz- und Trefferquote wieder verbesserte und in 39 Pflichtspielen 21 Tore erzielte, äußerte er seinen Unmut über Trainer Zinédine Zidane und die seiner Meinung nach zu geringen Einsatzzeiten. Im Endspiel der Champions League stand er zum wiederholten Male nicht in der Startformation. Nach seiner Einwechslung avancierte er mit zwei Toren zum 3:1-Sieg gegen den FC Liverpool jedoch zum Matchwinner. Insbesondere das Tor zum 2:1 per Fallrückzieher machte weltweit Schlagzeilen. Damit gewann er den vierten Champions-League-Titel in fünf Jahren. Nach dem Spiel wurde er als Man of the Match ausgezeichnet und kündigte Gespräche mit seinem Berater an, da er jedes Wochenende auf dem Platz stehen müsse und kein Einwechselspieler sein wolle. Nach der Saison trat Trainer Zidane jedoch zurück und Cristiano Ronaldo wechselte zu Juventus Turin. Damit war der Weg für Bale frei, aus Ronaldos Schatten zu treten und die neue Führungsfigur des Klubs zu werden.
Unter dem neuen Trainer Julen Lopetegui war Bale zu Beginn der Saison 2018/19 gesetzt und er erzielte in den ersten drei Saisonspielen jeweils ein Tor. Anschließend geriet der Klub jedoch in eine schwere Krise. Nach den Entlassungen von Lopetegui und dessen Nachfolger Santiago Solari waren bereits drei Monate vor Saisonende alle Titelchancen verspielt. Darüber hinaus war Bale nach Verletzungen zu Beginn des Jahres 2019 auch unter Solari wieder in die Rolle des Einwechselspielers abgerutscht. Spätestens als Zinédine Zidane im März 2019 als Cheftrainer zurückkehrte, wurde Bales Zukunft in Madrid in Frage gestellt. Neben seiner Verletzungsanfälligkeit wurde ihm von Medien und Mitspielern nun auch noch fehlende Integrationsbereitschaft vorgeworfen, da er nach über fünf Jahren im Verein noch kein Spanisch sprach und Teamabende mied, um stattdessen in seine Heimat zu fliegen oder Golf zu spielen.
Vor der Saison 2019/20 wurde Bale von Zidane deutlich ein Vereinswechsel nahegelegt. Verhandlungen mit interessierten Vereinen wie Jiangsu Suning scheiterten jedoch. Beim 3:1-Sieg gegen Celta Vigo im ersten Ligaspiel der Saison stand Bale in der Startelf und bereitete das Führungstor vor. Nach dem Spiel teilte Zidane mit, dass Bale bei Real Madrid bleiben werde. Im weiteren Saisonverlauf wurde er von Zidane jedoch nur sporadisch berücksichtigt. Daraufhin kam es wiederum zu Unmutsbekundungen von Bale. Auch nach Fortsetzung der wegen der COVID-19-Pandemie unterbrochenen Saison stand er in den letzten elf Ligaspielen neun Mal ohne Einsatz im Kader und wurde einmal ein- bzw. ausgewechselt. Insgesamt bestritt er im Saisonverlauf 16 Ligaspiele und schoss dabei zwei Tore. Mit Real Madrid gewann er am Saisonende zum zweiten Mal den Meistertitel.

### Zwischen London und Madrid
Mitte September 2020 kehrte Bale bis zum Ende der Saison 2020/21 auf Leihbasis zu Tottenham Hotspur zurück. Bale kam 20-mal in der Liga zum Einsatz und erzielte elf Tore.
Zur Saison 2021/22 kehrte Bale zu Real Madrid zurück. Der Verein gewann das Double aus Meisterschaft und Champions League. Bales Anteil an diesen Erfolgen war mit lediglich sieben Pflichtspieleinsätzen gering. Am Saisonende verließ er den Verein zum Vertragsende.

### Karriereausklang in den USA
Zum 1. Juli 2022 wechselte Bale in die laufende Saison 2022 der Major League Soccer zum Los Angeles FC. Er unterschrieb kurz vor seinem 33. Geburtstag einen Vertrag bis zum 30. Juni 2023. Unter Steven Cherundolo war er meist nur Reservist. Bis zum Ende der regulären Spielzeit kam er 12-mal zum Einsatz, stand 2-mal in der Startelf und erzielte zwei Tore. Der LAFC zog als Meister der Western Conference in die Play-offs ein. Dort hatte Bale seinen einzigen Einsatz im Finale gegen Philadelphia Union. Er wurde im Laufe der Verlängerung eingewechselt und erzielte kurz vor dem Abpfiff den 3:3-Ausgleichstreffer. Im anschließenden Elfmeterschießen, bei dem er nicht antrat, sicherte sich der LAFC die Meisterschaft. Anfang Januar 2023 verkündete Bale sein Karriereende.

## Nationalmannschaft

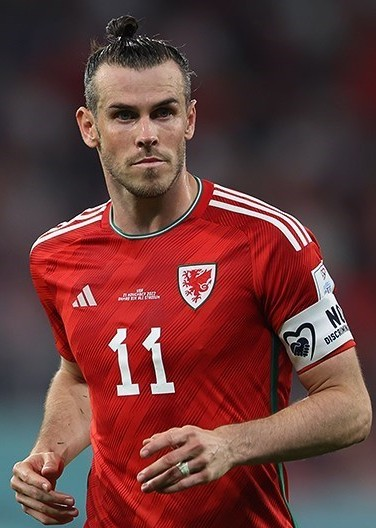
Bale bei der Weltmeisterschaft 2022

Bale gehörte viele Jahre zum Aufgebot der walisischen Fußballnationalmannschaft. Er debütierte am 27. Mai 2006 im Alter von 16 Jahren und 315 Tagen bei einem Testspiel in Graz (Österreich) gegen die Auswahl aus Trinidad und Tobago. Damit wurde er der bis dahin jüngste walisische Nationalspieler, ehe ihn Harry Wilson bei dessen Länderspieldebüt gegen Belgien am 15. Oktober 2013 im Alter von 16 Jahren und 207 Tagen ablöste.
Am 7. Oktober 2006 beim EM-Qualifikationsspiel gegen die Slowakei erzielte Bale seinen ersten Treffer im Nationaldress und wurde jüngster Torschütze der walisischen Nationalmannschaft und jüngster Torschütze in der EM-Qualifikation.
Aufgrund der Herkunft seiner Großmutter wäre es ihm auch möglich gewesen, für die englische Nationalmannschaft aufzulaufen. Doch 2007 sagte er:

“It is an honour to play for Wales… Nobody ever got in touch with me personally from England, only through my agent.”

„Es ist eine Ehre, für Wales zu spielen… Aus England hat niemals jemand persönlich Kontakt mit mir aufgenommen, nur über meinen Agenten.“

Im Oktober 2015 qualifizierte sich die Nationalmannschaft mit Bale für die EM 2016 in Frankreich. Es war die erste Teilnahme der Waliser an einer EM-Endrunde und – nach der WM 1958 – ihre zweite Teilnahme an einem internationalen Turnier überhaupt. Er wurde in das Aufgebot von Wales aufgenommen und erzielte in der Auftaktpartie gegen die Slowakei mit einem direkt verwandelten Freistoß in der 10. Spielminute das erste EM-Tor von Wales. Danach traf er auch gegen England und mit seinem dritten Tor im dritten Spiel bei der EM besiegelte er den 3:0-Endstand im Spiel gegen Russland. Die Waliser erreichten als Gruppensieger vor England das Achtelfinale. In den K.-o.-Spielen stieß das Team bis in das Halbfinale vor und schied dort erst gegen den späteren Turniersieger Portugal aus. Bei der Wahl zu Europas Fußballer des Jahres 2016 belegte Bale in der Folge den dritten Platz.
Für die Europameisterschaft 2021 wurde er in den walisischen Kader berufen. Bale erreichte mit der Nationalelf, nachdem man als Gruppenzweiter in die K.O.-Phase einzog, das Achtelfinale, in dem man gegen Dänemark mit 0:4 ausschied.
Bei der Weltmeisterschaft 2022 konnte er im ersten Spiel für Wales durch ein spätes Elfmetertor gegen die USA ausgleichen und so einen Punkt sichern. Zum Abschied aus der Nationalmannschaft schrieb er: „Ausgewählt zu werden, um für Wales zu spielen und Kapitän zu sein, hat mir etwas gegeben, das unvergleichbar ist mit allem, was ich erlebt habe. … Am Ende ist der Drache auf der Brust alles, was ich brauche.“
Insgesamt erzielte er in 111 Einsätzen für die Nationalmannschaft 41 Treffer. Er ist damit Rekordspieler und Rekordtorschütze der walisischen Nationalmannschaft.

## Spielweise
Zu Beginn seiner Karriere bei Tottenham Hotspur wurde Bale häufig als linker Verteidiger eingesetzt. Später jedoch setzte sein Trainer Harry Redknapp Benoît Assou-Ekotto als Linksverteidiger ein und zog Bale ins linke Mittelfeld vor, wo dieser seine Schnelligkeit und seinen Offensivdrang besser und wirkungsvoller entfalten konnte und mit Aaron Lennon eine Flügelzange bildete. Auf dieser Position führte er die Rolle eines klassischen Flügelspielers aus, der entlang der Seitenlinie und über Flankenläufe nach vorne arbeitet. Seit 2012 wurde er unter André Villas-Boas als hängende Spitze und mit vielen taktischen Freiheiten eingesetzt, wodurch er neben seiner Schnelligkeit und Technik auch seine Kreativität und Torgefährlichkeit besser ausspielen konnte.
Bei Real Madrid spielte er meist auf dem rechten Flügel.

## Markenschutz
Am 26. März 2013 reichte Bale einen Antrag beim Intellectual Property Office (IPO, Patent- und Markenamt des Vereinigten Königreichs) ein, um sich seinen Torjubel als Bildmarke schützen zu lassen. Das Logo soll aus einem Herzen, das er bei seinem Torjubel mit den Daumen und Zeigefingern beider Hände formt, in Verbindung mit seiner Rückennummer 11 bestehen.

## Titel und Auszeichnungen

### Vereine
International
- UEFA-Champions-League-Sieger (5): 2014, 2016, 2017, 2018, 2022
- Klub-Weltmeister (3): 2014, 2017, 2018
- UEFA-Super-Cup-Sieger (3): 2014, 2016, 2017

England
- Ligapokalsieger: 2008

Spanien
- Meister (3): 2017, 2020, 2022
- Pokalsieger: 2014
- Supercupsieger (2): 2017, 2020

USA
- Meister der Major League Soccer: 2022
- MLS Supporters’ Shield: 2022

### Persönliche Auszeichnungen
- Europas Fußballer des Jahres: 3. Platz 2016
- UEFA Team of the Year: 2011, 2013
- Englands Fußballer des Jahres:
  - Football Writers’ Association Footballer of the Year (Journalistenwahl): 2013
  - PFA Players’ Player of the Year (Wahl der Spielergewerkschaft PFA): 2011, 2013
  - PFA Young Player of the Year (Wahl der PFA zum besten Jungprofi unter 23 Jahren): 2013
- Fußballer des Jahres in Wales: 2010, 2011, 2013, 2014, 2015
- Torschützenkönig der FIFA-Klub-Weltmeisterschaft: 2014, 2018
- Goldener Ball der FIFA-Klub-Weltmeisterschaft: 2018
- Man of the Match im Finale der UEFA Champions League: 2017/18
- Man of the Match im Finale der Copa del Rey: 2013/14
- PFA Team of the Year: 2011, 2012, 2013
- Premier League Player of the Season: 2013
- Premier League Player of the Month: April 2010, Januar 2012, Februar 2013
- Football League Young Player of the Year: 2007